# Hentai
Hentai (変態? pron. ) è una parola giapponese che significa in questo caso "anormalità", "anormale", o "pervertito", ma anche, in altro contesto, "metamorfosi". In Giappone si utilizza soprattutto con il significato di "sessualmente perverso" e ha una connotazione molto negativa, in quanto indica forme di "perversione sessuale" (変態性欲?, hentai seiyoku).
Utilizzato nella grafia hentai (へんたい?), diviso principalmente tra hentai anime, hentai manga e videogiochi contenenti riferimenti sessuali (eroge) o espliciti (nukige). In Giappone viene anche usata l'espressione seijin manga (成人漫画? "manga per persone adulte") con lo stesso significato.

## Origine della parola
Hentai in giapponese significa generalmente "pervertito". Non è chiaro tuttavia come il termine hentai sia venuto a riferirsi al contenuto sessualmente esplicito nella comunità mondiale dei fan di anime. Comunque con la diffusione del World Wide Web, il termine venne intensivamente utilizzato da siti pornografici che vendevano l'accesso a manga erotici (frequentemente copie pirata). I banner che promuovevano questi siti potevano per esempio pubblicizzare "ragazze dal vivo e hentai" con hentai che si riferiva a manga erotici in opposizione alle fotografie. Inoltre molte persone, al di fuori della comunità di appassionati di anime e manga, hanno erroneamente cominciato a associare gli anime a un tipo particolare di pornografia estrema (cioè il tentacle rape) che può essere definito con facilità hentai anche in giapponese.

## Caratteristiche
Rispetto all'erotismo nella fotografia, l'hentai permette l'uso completo dell'immaginazione, così come di scene completamente distaccate dalla realtà e dai valori culturali "normali". Elementi di fantasie sessuali sono rappresentati in maniera che sarebbe impossibile filmare, neppure disponendo di un budget consistente dedicato agli effetti speciali.
Come forma di espressione di fantasie sessuali, le rappresentazioni possono includere cose inaccettabili nella società o contrarie alle comuni norme sociali. Queste fantasie possono essere portate agli estremi, dimostrando spesso desideri subconsci e motivazioni puramente carnali. Questo contrasto tra la società umana accettata e la sensualità primordiale è spesso una fonte di eccitazione primaria per chi vive una normale vita giornaliera. Mentre un uomo eterosessuale può fantasticare di copulare con una donna attraente incontrata lungo la strada per andare al lavoro, non può agire sulla base di quelle motivazioni senza incorrere in ripercussioni legali e condanna morale; l'hentai esiste come sfogo primario di queste fantasie.
Questo aspetto della cultura giapponese ha acquisito una certa popolarità in Occidente soprattutto grazie a Internet. Sebbene fumetti e cartoni animati pornografici siano prodotti anche in occidente, questi non sono mai stati popolari quanto l'hentai.
In confronto ad altre forme di rappresentazioni erotiche, l'hentai spesso ritrae le donne come femmine normali nella società che si ritrovano coinvolte in qualche tipo di incontro sessuale e sono spesso eccitate da questo fino al punto di non ritorno. I personaggi possono essere ritratti come timidi o senza pensieri consci riguardo al sesso, fino a che non vengono piazzati in una situazione nella quale sono stimolati e eccitati. La linea tra sesso consensuale e non può diventare confusa e l'atto diventa una giustificazione per il sesso in sé stesso, motivato primariamente da bisogni e spinte sessuali, abbandonando quella che può essere considerata la correttezza sociale e morale a favore di un sesso puramente viscerale. Questo può essere considerato da alcuni come disumanizzante. Mentre esiste un tema comune di estranei maschi che convincono una donna a essere fisicamente eccitata dal suo stesso corpo e da quello che il maschio desidera, ci sono anche rappresentazioni di sesso consensuale tra coppie, così come di femmine assertive che prendono l'iniziativa sessuale.

### Varietà di hentai
- Manga per adulti o "ero manga", sono manga con contenuto erotico. Esiste un'enorme varietà di prodotti: si va dagli ecchi manga con vaghi riferimenti sessuali ai manga pornografici veri e propri raccolti in determinate riviste specialistiche, dove la trama diventa di importanza secondaria. In Giappone i manga per adulti sono venduti nelle librerie (che sostituiscono le nostre edicole) e nei Konbini ("convenience store", ovvero le catene di negozi come gli americani 7/11). Il titolo più famoso di manga hentai è Secret Plot, titolo dalle vendite record del 1995.
- Anime per adulti o "ero anime", sono cartoni animati Giapponesi con contenuti espliciti non adatti ai minori. Da non confondere con gli anime ecchi, che si limitano al contenuto erotico. La grande maggioranza degli anime per adulti presentano, oltre ad una trama, anche scene devianti che vanno dalla copulazione con mostri immaginari al sadomasochismo[2]. In Giappone vengono distribuiti in formato DVD, solitamente in due episodi.
- Grafica computerizzata (CG artwork): include disegni individuali di un artista. Possono essere disponibili su siti web, CD-ROM o in libri stampati. Le immagini disponibili su Internet sono nella maggior parte dei casi estratte in modo illegale da videogiochi bishōjo, o comunque ricche di censure video a causa delle leggi giapponesi.
- Videogiochi per adulti, eroge (contrazione giapponese delle parole "erotic" e "game"), H-game, sono giochi con contenuti erotici. Possono essere di ogni genere (RPG, simulation games, sparatutto, etc.), ma i più diffusi sono le ADV (Adventure Games) basati su trame guidate dal personaggio. Sono chiamati anche videogiochi bishōjo (giochi con belle ragazze), espressione che però è usata anche per indicare Adventure Games a sfondo sentimentale del tutto privi di elementi erotici.
- H-dōjinshi: si riferisce a un tipo di lavoro che spesso usa personaggi di manga, anime o videogiochi famosi presentati in situazioni sessuali. Di solito si riferisce a manga stampati, ma può anche riferirsi a ogni tipo di lavoro visuale come videogiochi, animazioni e illustrazioni di grafica computerizzata. La familiarità con un particolare personaggio o ambientazione può aggiungere un senso di coinvolgimento con il personaggio, rispetto ai personaggi generici usate nelle opere hentai normali, rendendo i dōjinshi molto più appetibili ai fan di un particolare personaggio. Erroneamente si considerano i dōjinshi opere unicamente erotiche, ma in realtà questo termine in Giappone è attualmente diventato sinonimo di produzioni autonome di manga, videogiochi, cd musicali e gadgets.
- Nei circoli di fanfiction, i lavori hentai sono spesso chiamati Lemon, un riferimento a un popolare titolo hentai intitolato Cream Lemon. Le opere indicate come Lime sono quelle in cui i personaggi fanno praticamente tutto tranne avere rapporti regolari gli uni con gli altri.
- In Giappone il mondo dei Garage Kit (sculture in resina prodotte in serie limitata) è molto influenzato dal genere erotico e ormai la maggioranza di opere presentate durante le fiere specializzate (vedi Wonderfestival) hanno un carattere più o meno esplicitamente erotico.

## Classificazione degli hentai
Esistono tre categorie principali di hentai: lavori che presentano relazioni strettamente eterosessuali, abbreviate in "het" dai suoi utenti, yaoi e yuri. Yaoi si riferisce a coppie omosessuali maschili, e il termine yuri a coppie lesbiche. Negli yaoi generalmente i protagonisti sono maschi di genere ambiguo sia nell'aspetto che nel comportamento. Questi maschi sono detti bishōnen, che letteralmente significa "bel ragazzo". Il motivo di questa androginia è che il pubblico degli yaoi è principalmente composto da femmine. Comunque sono diversi dagli shōnen-ai (letteralmente, "ragazzo-amore"), nei quali due maschi esprimono semplicemente i propri sentimenti romantici l'uno verso l'altro e non hanno mai una reale relazione sessuale. Spesso negli yaoi la sessualità è esplicita e i protagonisti finalizzano le proprie relazioni in rapporti sessuali.
Gli yuri sono molto simili agli yaoi tranne per il fatto che si focalizzano su relazioni omosessuali femminili e le femmine in una tipica illustrazione o animazione yuri. Le femmine negli yuri sono conosciute come "bishōjo", che è sostanzialmente traducibile come "bella ragazza". Gli shōjo-ai ("ragazza-amore"), solo in occidente, sono l'equivalente femminile degli shōnen-ai.
La varietà dell'hentai racchiude tutti i possibili fetish sessuali, alcuni tipicamente giapponesi, altri più comuni:
- Ashikoki o footjob, rappresentazioni di pratiche feticiste che prevedono l'uso dei piedi.
- Bakunyū, rappresentazione di donne con grossi seni. La traduzione letterale inglese è "bursting breasts" (seni che esplodono). Viene spesso associato al termine oppai, parola che definisce qualsiasi tipo di seno femminile più abbondante del comune.
- BDSM o Bondage, si focalizza sulla dominazione mediante l'uso di corde, attrezzi, giocattoli sessuali e strumenti elaborati. La categoria include l'imprigionamento, restrizione e sottomissione ai bisogni sessuali.
- Breast bondage o tortura del seno, molte volte affiancato al bakunyū.
- Bukkake, una rappresentazione comune di una donna (o uomo) su cui più maschi eiaculano.
- Boy × Girl (ボイ×ガール?, Bōi × Gāru), un genere hentai in cui un ragazzo e una ragazza minorenni, hanno un rapporto sessuale.
- Coprofilia e urofilia, rappresentazione di fetish riguardanti defecazione e orinazione, spesso in maniera esagerata.
- Deformità, proporzioni fisiche alterate, parti del corpo multiple o anatomie artificiali.
- Esibizionismo, spesso in luoghi in cui la polizia non è solita controllare.
- Expansion play, rappresentazione di penetrazioni con oggetti di dimensioni incompatibili con le proporzioni umane, che causano alterazioni nell'anatomia dei personaggi femminili coinvolti, fino a espansioni innaturali dei genitali e dell'ano e al coinvolgimento degli organi interni.
- Fantasy e ambientazioni fantascientifiche, che possono esistere di per sé ed essere miscelate a un'ambientazione contemporanea.
- Futanari, una rappresentazione di persone dall'aspetto femminile che possiedono però genitali maschili, a volte in coesistenza con quelli femminili, e altrettanto frequentemente esagerati oltre le dimensioni normali. Sebbene si discuta se l'attrazione per questo tipo di opera indichi l'omosessualità del lettore, anche lettori eterosessuali ammettono di gradirne la lettura, in quanto la maggior parte delle storie sono pur sempre a sfondo saffico. Questo può essere dovuto al fatto che l'eccitazione maschile e l'eiaculazione siano concetti più familiari al pubblico maschile che non i genitali femminili.
- Guro (dall'inglese grotesque, ma associato anche a gore), si focalizza sul sesso accompagnato da violenza cruda ed esplicita, come mutilazioni e smembramenti. Può coinvolgere anche violenza sessuale. È un mezzo per spingersi ancora di più verso l'estremo, e spesso il dettaglio anatomico risulta particolarmente curato per visualizzare in modo credibile le scene.
- Harem: genere hentai in cui è presente un ragazzo che ha rapporti con due o più ragazze contemporaneamente.
- Incest (Incesto), rappresenta la rottura del tabù delle relazioni interfamiliari.
  - Madre e Figlio (母と息子?, Haha to musuko), oltre alla classe "Incest", può appartenere a diverse categorie come un qualsiasi rapporto eterosessuale.
  - Madre e Figlia (母と娘?, Hahatoko), oltre alla classe "Incest" sta sotto la categoria dello "Yuri".
  - Padre e Figlio (父と息子?, Chichi to musuko), oltre alla classe "Incest" sta sotto categoria dello "Yaoi".
  - Padre e Figlia (父と娘?, Chichitoko), appartenente alla classe "Incest" (e/o a una qualsiasi categoria che riguardi una coppia etero).
  - Zio e Nipote (叔父と甥?, Oji to oi), appartenente alla classe "Incest".
  - Zia e Nipote (叔母と姪?, Oba to mei), appartenente alla classe "Incest".

- Koonago, in cui donne vengono rimpicciolite e poi sfruttate per atti sessuali.

- Lattofilia, il feticismo che coinvolge l'allattamento di un partner adulto.
- Selfcest, un personaggio che ha un rapporto sessuale con un suo clone, che nella maggior parte dei casi è una versione del sesso opposto di se stesso.

- Lolicon (ロリコン?, Rorikon) e Shotacon (ショタコン?, Shotakon), include ragazze (chiamate loli) o ragazzi (shota) prepuberi o appena puberi. In Paesi come ad esempio Australia, Canada e Nuova Zelanda dal punto di vista legale è equiparato alla pornografia infantile e quindi vietato[4][5]. Nello stesso Giappone è stato proposto di rendere illegale la pubblicazione di fumetti con protagonisti minorenni[6].

- Straight Shota (ストレート・ショタ?, Sutorēto Shota), in cui un ragazzino minorenne ha un rapporto sessuale con una persona più matura di lui. È un genere della classe degli "Shotacon".
  - Ridge Shota (おねショタ?, Oneshota), in cui una ragazza adolescente ha un rapporto sessuale con un ragazzino minorenne. E una sotto categoria dello "Straight Shota" appartenente alla classe degli "Shotacon".
  - Oba Shota (おばショタ?, Obashota), in cui una donna matura che ha un rapporto sessuale con un ragazzino minorenne. E una sotto categoria dello "Straight Shota" appartenente classe degli "Shotacon".

- Maiesiofilia, attrazione sessuale per le donne incinte.
- Mizugi (dal giapponese costume da bagno), rappresentazione di donne che indossano costumi da bagno interi o bikini.
- Nekomimi (ragazze gatto) e altri personaggi semiantropomorfi che mostrano attributi animali, come orecchie, artigli e code. Generalmente la pelle è completamente visibile e non coperta da pelliccia, a differenza delle opere furry occidentali.
- Omorashi, in cui una persona trattiene l'urina fino al momento di bagnarsi (spesso associato alla urofilia)
- Tentacle rape, tentacoli, spesso appartenenti ad esseri immaginari fantascientifici o mitologici, assumono valore di un sostituto fallico e hanno relazioni sessuali (quasi sempre violente) con una donna.
- Zooerastia o bestiality, che include copulare con un animale.

### Generi
- Futanari
- Lolicon
- Ero guro
- Eroge
- Shotacon
- Tentacle rape
- Yaoi
- Yuri

## Esempi di opere hentai conosciute
- 15 bishōjō hyōryuuki
- A-Kite
- Angel Blade
- Angel of Darkness
- Boin
- Boku no Pico: yaoi-hentai
- Cream Lemon
- Cleavage
- La Blue Girl
- Bible Black
- Cool Devices
- Discipline: The Record of a Crusade
- Domination Nakite
- Enzai: yaoi-hentai
- Front Innocent
- Futari Etchi
- Guerriere Sailor Venus Five
- HEN
- Immoral Sisters
- Kanojo x kanojo x kanojo
- La clinica dell'amore
- Mahō shōjo Ai
- Marine a Go-Go
- Mezzo Forte
- Nageki no kenkō yūryōji
- New Angel
- Pratiche fuori orario: yaoi-hentai
- Resort Boin
- Secret Plot: yaoi-hentai
- Sensitive Pornograph: yaoi-hentai
- Sexfriend
- You
- Sora no iro, mizu no iro
- Tsuma Shibori
- Temptation (anime): yaoi-hentai
- Taboo Charming Mother
- Tokyo Private Police
- Urotsukidoji
- Yuria Type 100
- Overwolf
- Kaede to Suzu
- Harem Camp!
- Kitsune Musume no Ecchi na Oyado